# Jungfer
Der Begriff Jungfer stand ursprünglich für eine junge Adlige, analog zum Junker, dem „jungen Herrn“ (also Adligen). Der Begriff spaltete sich aber dann zur Bezeichnung junger weiblicher Bediensteter ab (Kammerjungfer) und ist heute auch ein Synonym zu Jungfrau sowie in der Zusammensetzung „alte Jungfer“ ein Pejorativum für eine Frau, die nie verheiratet war.

## Etymologie

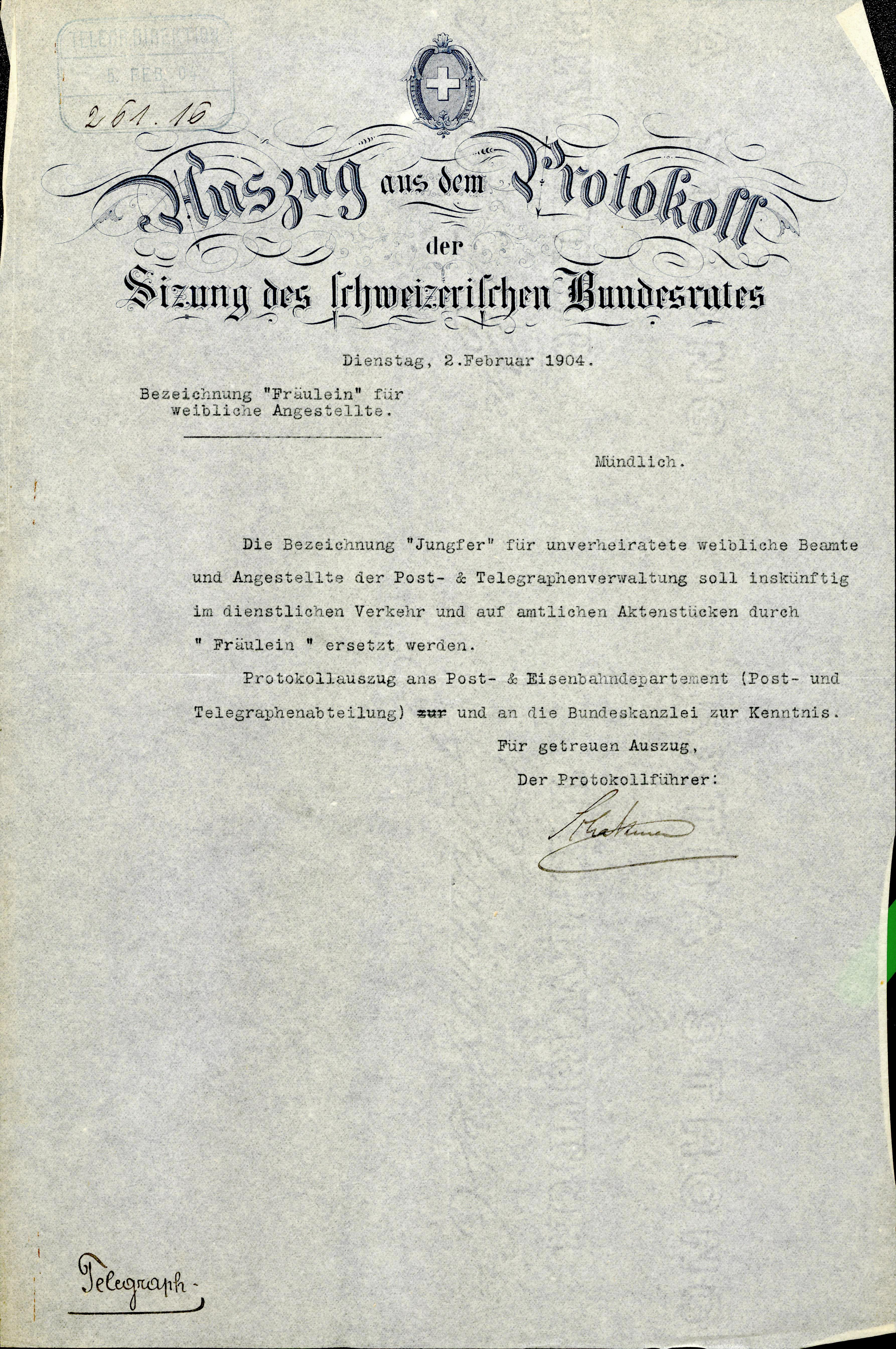
1904 ordnete die Schweizer Regierung (Bundesrat) an, für unverheiratete weibliche Angestellte die Bezeichnung Fräulein anstelle von Jungfer zu verwenden.

Die Brüder Grimm schreiben in ihrem Deutschen Wörterbuch:

„jungfer, von dem begriff der jungen herrin….im gegensatz zu der ältern, der eigentlichen frau des hauses ausgehend, bezeichnet zunächst die unverheiratete tochter des hauses, dann die unverheiratete überhaupt, als ein ehrenvoller name, wo wir heute das volle jungfrau oder, wenn mehr ein titel […] hervorgehoben werden soll, fräulein verwenden: jungfermagd, ist eine besondere magd, welche die jungfer vom hause allein zu bedienen, und ihr aufzuwarten hat.“

In der Krünitzschen Oekonomischen Enzyklopädie (1773 bis 1858) wird zum Gebrauch der Bezeichnung Jungfer angemerkt:

„Ihre Jungfer Tochter, Jungfer Schwester: Man gibt es in diesem Verstande als einen Ehrentitel unverheuratheten Personen weiblichen Geschlechts, welche man nicht schlechthin bey ihren Nahmen nennen will und darf, und auch nicht für vornehm genug hält, sie mit dem Franz. Mamsell oder Mademoiselle anzureden, dergleichen besonders Töchter gemeiner Bürger, und andere ihres Standes, sind.“

Der Duden schreibt zur Wortherkunft:

„spätmittelhochdeutsch junffer, jonffer, unter Abschwächung des 2. Bestandteils aus mittelhochdeutsch juncfrou(we), Jungfrau“

## Weitere Bezeichnungen
Als Jungfern (Virgines) werden auch die sich durch Jungfernzeugung vermehrenden, flügellosen Generationen der Blattläuse bezeichnet. In Norddeutschland wurde auch die Handramme der Arbeiter im Straßenbau, mit der das frisch gelegte Pflaster festgestampft wurde, „Jungfer“ genannt.
Ausgehend von dem Begriff wurden die Jungfer im Grünen (Nigella damascena), eine Blume aus der Familie der Hahnenfußgewächse, und viele Libellen (z. B. Mosaikjungfern, Flussjungfern, Azurjungfern, Teichjungfern) sowie die Ameisenjungfern benannt.
Weitere abgeleitete Begriffe von Jungfer sind unter anderem:
- Jungfernfahrt: Erste Fahrt eines Schiffes
- Jungfernflug: Erster Flug eines Flugzeugs
- Jungfernhaut: Hymen
- Jungfernzeugung: Form der ungeschlechtlichen Fortpflanzung